# Newcrest Mining
Newcrest Mining ist ein australisches Goldbergbauunternehmen mit Sitz in Melbourne. Das Unternehmen ist Australiens führendes Goldunternehmen und im Aktienindex S&P/ASX 50 gelistet. Zu Newcrest gehören acht Bergwerke, die sich in Australien und im pazifischen Raum befinden.
Das Unternehmen ist Mitglied im World Gold Council.

## Unternehmensgeschichte
Newmont Mining wurde 1921 in New York City von William Thompson als Holding gegründet. 1966 wurde das Unternehmen mit einem Tochterunternehmen in Australien aktiv. 1971 wurde in Telfer Gold gefunden; Telfer wurde die größte Goldmine des Tochterunternehmens. 1980 wurde das Tochterunternehmen in Newmont Holding Pty Ltd umbenannt und der Unternehmenssitz nach Victoria verlegt. 1987 ging die Newmont Holding an die australische Börse. 1990 erwarb Newmont die Australmin Holdings Ltd. und BHP Gold Mines Ltd. Der Name wurde in Newcrest Mining geändert. Im Jahr 1992 expandierte Newcrest über Australien hinaus und erschloss in Indonesien das Goldfeld Halmahera Islands. Zum 1. September 2010 übernahm Newcrest die australische Lihir Gold Ltd für 7,4 Milliarden Euro und stieg dadurch zum weltweit fünftgrößten Goldunternehmen auf. Neben dem Bergwerksbetrieb betreibt Newcrest Lagerstättenerkundung.
Im Mai 2023 nahm Newcrest Mining ein Übernahmeangebot von Newmont Mining im Wert von 17,8 Milliarden US-Dollar an.

## Standorte

### Australien
Newcrest betreibt 2014 vier Bergwerke in Australien. Dies sind im Cadia-Tal in New South Wales der Tagebau Cadia Hill sowie die beiden Untertagebergwerke Cadia East und Ridgeway sowie die Telfer Mine in Western Australia.

### Pazifik
In Indonesien gehören Newcrest die Bergwerke Kencana und Toguraci, der Tagebau Gosowong sowie eine gemeinsame Aufbereitung mit Schmelzhütte in Gosowong (zusammen Gosowing operations).
In Papua-Neuguinea betreibt Newcrest die Tagebaue Lihir auf Niolam (Lihir) und Hidden Valley auf der Hauptinsel. Hidden Valley ist ein Gemeinschaftsunternehmen mit Harmony Gold und fördert neben Gold auch Silber.

### Afrika
In der Elfenbeinküste betreibt Newcrest den Tagebau Bonikro südlich von Yamoussoukro.

## Produktion
| Name          | Land            | Anteil  | Produktion 2014 in oz | Reserven (P+P) in 000 oz | AISC in US-$ |
| ------------- | --------------- | ------- | --------------------- | ------------------------ | ------------ |
| Bonikro       | Elfenbeinküste  | 89,89 % | 95.000                | 1.500                    | 1.096 $      |
| Cadia Valley  | Australien      | 100 %   | 592.800               | 28.000                   | 299 $        |
| Gosowong      | Indonesien      | 75 %    | 344.700               | 1.200                    | 756 $        |
| Hidden Valley | Papua-Neuguinea | 50 %    | 105.800               | 1.700                    | 1.288 $      |
| Lihir         | Papua-Neuguinea | 100 %   | 721.300               | 29.000                   | 1.158 $      |
| Telfer        | Australien      | 100 %   | 536.300               | 6.300                    | 923 $        |
| Gesamt        |                 |         | 2.395.900             | 67.700                   | 838 $        |

Quelle: Newcrest Jahresbericht 2014/15 und Quartalsberichte 2014

## Kritik
Newcrest Mining wird von verschiedenen Menschen- und Umweltrechtsorganisationen für die Zustände in seinen indonesischen Bergwerken kritisiert. Mit der Bevölkerung der Insel Halmahera kam es 2004 zu einem Konflikt, bei dem private Sicherheitskräfte des Unternehmens mit Protestgruppen zusammenstießen. Die Sicherheitskräfte feuerten Warnschüsse ab und ein Mann starb durch einen Querschläger. Das Gebiet war bis zur Erschließung der Goldabbaugebiete in Indonesien geschützt. Die indonesische Regierung in Jakarta hob den Schutzstatus infolge der Entdeckung von Gold auf.